# Futbol'nyj Klub Enisej 2019-2020
Questa voce raccoglie le informazioni riguardanti il Futbol'nyj Klub Enisej nelle competizioni ufficiali della stagione 2019-2020.

## Stagione
Il campionato fu sospeso e interrotto anticipatamente a causa della Pandemia di COVID-19, con la squadra classificata al quattordicesimo posto.

## Rosa
| N. |                    | Ruolo | Calciatore          |
| -- | ------------------ | ----- | ------------------- |
| 4  | Russia (bandiera)  | D     | Šamil' Gasanov      |
| 7  | Russia (bandiera)  | C     | Konstantin Savičev  |
| 8  | Russia (bandiera)  | D     | Roman Bugaev        |
| 9  | Russia (bandiera)  | A     | Artem Deljkin       |
| 10 | Russia (bandiera)  | C     | Mikhail Komkov      |
| 11 | Armenia (bandiera) | A     | Artur Sarkisov      |
| 12 | Russia (bandiera)  | C     | Nikita Razdorskikh  |
| 14 | Russia (bandiera)  | C     | Maksim Semakin      |
| 17 | Russia (bandiera)  | C     | Igor' Kireev        |
| 18 | Russia (bandiera)  | C     | Oleg Lanin          |
| 19 | Russia (bandiera)  | D     | Konstantin Garbuz   |
| 20 | Russia (bandiera)  | A     | Maksim Rudnev       |
| 21 | Russia (bandiera)  | C     | Egor Ivanov         |
| 22 | Russia (bandiera)  | C     | Yaroslav Matviyenko |
| 23 | Russia (bandiera)  | D     | Matvey Uzhgin       |
| 24 | Russia (bandiera)  | D     | Aleksandr Kleščenko |

| N. |                      | Ruolo | Calciatore                                 |
| -- | -------------------- | ----- | ------------------------------------------ |
| 25 | Russia (bandiera)    | P     | Mikhail Oparin                             |
| 27 | Russia (bandiera)    | C     | Pavel Rozhkov                              |
| 28 | Russia (bandiera)    | D     | Rostislav Vorobjev                         |
| 29 | Argentina (bandiera) | A     | Juan Lescano                               |
| 32 | Russia (bandiera)    | D     | David Mildzikhov                           |
| 40 | Russia (bandiera)    | D     | Valeri Ganus                               |
| 44 | Ucraina (bandiera)   | D     | Danylo Sahutkin                            |
| 47 | Russia (bandiera)    | P     | Mikhail Filippov                           |
| 77 | Russia (bandiera)    | C     | Aleksandr Zotov                            |
| 80 | Russia (bandiera)    | C     | Arsen Chubulov                             |
| 83 | Russia (bandiera)    | C     | Aleksandr Nikolaevič Charitonov (capitano) |
| 88 | Russia (bandiera)    | C     | Denis Shnitov                              |
| 90 | Russia (bandiera)    | C     | Aleksandr Lomakin                          |
| 96 | Russia (bandiera)    | A     | Pavel Dolgov                               |
| 99 | Russia (bandiera)    | C     | Evgeni Pesikov                             |
|    | Russia (bandiera)    | D     | Ivan Khomukha                              |

## Risultati

### Campionato
| Mosca 7 luglio 2019 1ª giornata | Tekstilščik Ivanovo | 0 – 1 referto | Enisej | Stadio Accademia Spartak |

| Mosca 13 luglio 2019 2ª giornata | Čertanovo | 2 – 1 referto | Enisej |  |

| Krasnojarsk 20 luglio 2019 3ª giornata | Enisej | 0 – 3 referto | Rotor | Stadio Centrale |

| Chimki 24 luglio 2019 4ª giornata | Chimki | 4 – 0 referto | Enisej | Arena Chimki |

| Krasnojarsk 28 luglio 2019 5ª giornata | Enisej | 0 – 1 referto | Krasnodar-2 | Stadio Centrale |

| Tomsk 3 agosto 2019 6ª giornata | Tom' Tomsk | 0 – 0 referto | Enisej | Trud Stadium |

| Krasnojarsk 10 agosto 2019 7ª giornata | Enisej | 2 – 2 referto | Neftechimik | Stadio Centrale |

| Jaroslavl' 14 agosto 2019 8ª giornata | Šinnik | 0 – 0 referto | Enisej | Stadio Šinnik |

| Mosca 20 agosto 2019 9ª giornata | Spartak-2 Mosca | 2 – 0 referto | Enisej | Stadio Accademia Spartak |

| Mosca 25 agosto 2019 10ª giornata | Torpedo Mosca | 2 – 0 referto | Enisej | Stadio Ėduard Strel'cov |

| Krasnojarsk 31 agosto 2019 11ª giornata | Enisej | 1 – 3 referto | Čajka Pesčanopskoe | Stadio Centrale |

| Voronež 7 settembre 2019 12ª giornata | Fakel Voronež | 1 – 1 referto | Enisej | Stadio Centrale |

| Krasnojarsk 14 settembre 2019 13ª giornata | Enisej | 2 – 2 referto | Baltika | Stadio Centrale |

| Chabarovsk 20 settembre 2019 14ª giornata | SKA-Chabarovsk | 2 – 0 referto | Enisej | Stadio Lenin |

| Krasnojarsk 29 settembre 2019 15ª giornata | Enisej | 2 – 1 referto | Mordovija | Stadio Centrale |

| Nižnij Novgorod 5 ottobre 2019 16ª giornata | Nižnij Novgorod | 1 – 3 referto | Enisej | Stadio Nižnij Novgorod |

| Krasnojarsk 12 ottobre 2019 17ª giornata | Enisej | 1 – 1 referto | Armavir | Stadio Centrale |

| Vladivostok 19 ottobre 2019 18ª giornata | Luč Vladivostok | 0 – 1 referto | Enisej | Stadio Dinamo |

| Krasnojarsk 23 ottobre 2019 19ª giornata | Enisej | 1 – 1 referto | Avangard Kursk | Stadio Centrale |

| Krasnojarsk 27 ottobre 2019 20ª giornata | Enisej | 0 – 2 referto | Čertanovo | Stadio Centrale |

| Volgograd 3 novembre 2019 21ª giornata | Rotor | 2 – 1 referto | Enisej | Volgograd Arena |

| Krasnojarsk 9 novembre 2019 22ª giornata | Enisej | 1 – 0 referto | Chimki | Stadio Centrale |

| Krasnodar 13 novembre 2019 23ª giornata | Krasnodar-2 | 4 – 0 referto | Enisej |  |

| Krasnojarsk 17 novembre 2019 24ª giornata | Enisej | 3 – 0 referto | Tom' Tomsk | Stadio Centrale |

| Kazan' 23 novembre 2019 25ª giornata | Neftechimik | 1 – 0 referto | Enisej |  |

| Krasnojarsk 9 marzo 2020 26ª giornata | Enisej | 1 – 3 referto | Šinnik | Stadio Centrale |

| Krasnojarsk 15 marzo 2020 27ª giornata | Enisej | 1 – 0 referto | Spartak-2 Mosca | Stadio Centrale |

### Coppa di Russia
| Tjumen' 3 settembre 2019 Quarto turno | Tjumen' | 0 – 1 referto | Enisej | Stadio Geolog |

| Krasnojarsk 25 settembre 2019 Sedicesimi di finale | Enisej | 1 – 2 referto | Zenit San Pietroburgo | Stadio Centrale |